# Jonne Hjelm
Jonne Hjelm (* 14. Januar 1988 in Tampere) ist ein ehemaliger finnischer Fußballspieler.

## Verein
Der Sohn des früheren Bundesligaprofis Ari Hjelm begann seine Karriere bei Tampereen Ilves und unterschrieb noch im Jahre 2006 beim abgespalteten und seit 1989 mit Tampereen Pallo-Veikot verbundenen Tampere United. Im Juli 2007 schaffte er den Sprung in die Veikkausliiga-Mannschaft, wo er am 26. April 2007 sein Profidebüt feierte. Am 15. November 2011 wurde Hjelms Wechsel zum SV Wehen Wiesbaden bekanntgegeben, wo er einen Vertrag bis zum 30. Juni 2012 unterschrieb. Im Sommer 2012 wurde sein Vertrag nicht verlängert und Hjelm wechselte zurück nach Finnland. Anfang August 2012 unterschrieb er einen Vertrag beim Erstligisten FC Haka. Doch schon zum neuen Jahr wechselte er wieder bei seinen Jugendverein Tampereen Ilves und beendete dort auch nach der Saison 2016 seine aktive Karriere.

## Nationalmannschaft
Hjelm spielte von 2008 bis 2010 insgesamt zwölf Partien für diverse finnische Jugendnationalmannschaften und erzielte dabei fünf Treffer.

## Erfolge
- Finnischer Meister: 2007
- Finnischer Pokalsieger: 2007
- Finnischer Ligapokalsieger: 2009